# Bảng xếp hạng Circle
Bảng xếp hạng Circle (Hangul: 써클차트), trước đây là Bảng xếp hạng Âm nhạc Gaon hay bảng xếp hạng Gaon (Hangul: 가온 차트), là một loại bảng xếp hạng âm nhạc quốc gia của Hàn Quốc, nó cũng tương tự như bảng xếp hạng Billboard của Hoa Kỳ và bảng xếp hạng Oricon của Nhật Bản.

## Lịch sử

Logo của bảng xếp hạng âm nhạc Gaon

Ban đầu, bảng xếp hạng Gaon chính thức ra mắt cộng đồng vào năm 2009 dành cho tốp những đĩa đơn có lượng tiêu thụ nhất định trong tháng, sau đó Gaon đã mở rộng thêm hai thể loại khác là đĩa đơn và album bán hàng mỗi tuần. Hiện nay, Gaon được điều hành bởi Hiệp hội Công nghiệp Nội dung Âm nhạc Hàn Quốc và được bảo trợ bởi Bộ Văn hóa, Thể thao và Du lịch của Hàn Quốc sau một năm làm việc. Bảng xếp hạng này được phát hành mỗi thứ Sáu.

## Bảng xếp hạng âm nhạc
Có 2 bảng xếp hạng chính: Circle Album Chart và Circle Digital Chart. Các bảng xếp hạng liệt kê doanh số bán hàng của nghệ sĩ trong nước, doanh số bán hàng của nghệ sĩ quốc tế (ngoài Hàn Quốc) và tổng doanh thu tổng hợp theo định dạng hàng tuần, hàng tháng và cuối năm.
Circle Album Chart xếp hạng các album vật lý, bao gồm cả mini album và album đĩa đơn. Nó được tổng hợp từ dữ liệu ngoại tuyến được cung cấp bởi các hãng thu âm và nhà phân phối như Kakao Entertainment, Stone Music Entertainment, Genie Music, Sony Music Korea, Pony Canyon Korea, Universal Music Korea và Warner Music Korea.
Circle Digital Chart xếp hạng doanh số bán nhạc kỹ thuật số, phi vật lý bán chạy nhất và tổng hợp các lượt tải, phát trực tuyến và nhạc nền. Nó không bao gồm lượt phát sóng trên trạm phát thanh và các phiên bản khác nhau của một bài hát được liệt kê là các mục nhập riêng biệt. Nó được tổng hợp từ dữ liệu trực tuyến được cung cấp bởi các nhà cung cấp nhạc dựa trên trang web như Genie, Melon, FLO, Soribada, Naver Music, Kakao Music và Bugs. Không có bảng xếp hạng album kỹ thuật số vì mỗi bài hát là một bản tải xuống kỹ thuật số riêng biệt.
| Tên bảng xếp hạng       | Thể loại xếp hạng     | Phương pháp luận                                    | Tổng số vị trí | Mô tả |
| ----------------------- | --------------------- | --------------------------------------------------- | -------------- | --- |
| Bảng xếp hạng album     | Tất cả thể loại nhạc  | Tiêu thụ vật chất (albums/đĩa đơn)                  | 100            | - Xếp hạng những album bán chạy nhất tại Hàn Quốc                                                                                   |
| Bảng xếp hạng album     | Trong nước            | Tiêu thụ vật chất (albums/đĩa đơn)                  | 100            | - Âm nhạc phát hành tại Hàn Quốc cho thị trường quốc tế Hàn Quốc                                                                    |
| Bảng xếp hạng album     | Quốc tế               | Tiêu thụ vật chất (albums/đĩa đơn)                  | 100            | - Âm nhạc phát hành tại Hàn Quốc cho thị trường quốc tế                                                                             |
| Bảng xếp hạng đĩa đơn   | Tất cả thể loại nhạc  | Xếp loại + tải + bgm + diện thoại di động (bài hát) | 200            | - Xếp hạng những ca khúc bán chạy nhất tại Hàn Quốc                                                                                 |
| Bảng xếp hạng đĩa đơn   | Trong nước            | Xếp loại + tải + bgm + diện thoại di động (bài hát) | 200            | - Âm nhạc phát hành tại Hàn Quốc cho thị trường quốc tế Hàn Quốc                                                                    |
| Bảng xếp hạng đĩa đơn   | Quốc tế               | Xếp loại + tải + bgm + diện thoại di động (bài hát) | 200            | - Âm nhạc phát hành tại Hàn Quốc cho thị trường quốc tế                                                                             |
| Bảng xếp hạng Streaming | Tất cả thể loại nhạc  | Xếp loại (bài hát)                                  | 200            | - Xếp hạng bán hàng trực tuyến từ các cửa hàng âm nhạc kỹ thuật số - Một trong bốn thành phần bảng xếp hạng của biểu đồ kỹ thuật số |
| Bảng xếp hạng Streaming | Trong nước            | Xếp loại (bài hát)                                  | 200            | - Âm nhạc phát hành tại Hàn Quốc cho thị trường Hàn Quốc                                                                            |
| Bảng xếp hạng Streaming | Quốc tế               | Xếp loại (bài hát)                                  | 200            | - Âm nhạc phát hành tại Hàn Quốc cho thị trường quốc tế                                                                             |
| Bảng xếp hạng Download  | Tất cả thể loại nhạc  | Tải (bài hát)                                       | 200            | - Xếp hạng doanh số tiêu thụ bằng tải nhạc số - Một trong bốn thành phần bảng xếp hạng của biểu đồ kỹ thuật số                      |
| Bảng xếp hạng Download  | Trong nước            | Tải (bài hát)                                       | 200            | - Âm nhạc phát hành tại Hàn Quốc cho thị trường Hàn Quốc                                                                            |
| Bảng xếp hạng Download  | Quốc tế               | Tải (bài hát)                                       | 200            | - Âm nhạc phát hành tại Hàn Quốc cho thị trường quốc tế                                                                             |
| Bảng xếp hạng BGM       | Tất cả thể loại nhạc  | Bgm (bài hát)                                       | 100            | - Xếp hạng nền âm nhạc tiêu thụ từ trang chủ mini - Một trong bốn thành phần bảng xếp hạng của biểu đồ kỹ thuật số                  |
| Bảng xếp hạng Mobile    | Nhạc chuông           | Nhạc chuông và nhạc chờ                             | 100            | - Xếp hạng tiêu thụ nhạc chuông cho điện thoại di động - Một trong bốn thành phần bảng xếp hạng của biểu đồ kỹ thuật số             |
| Bảng xếp hạng Mobile    | Nhạc chuông, nhạc chờ | Nhạc chuông và nhạc chờ                             | 100            | - Xếp hạng tiêu thụ nhạc chuông, nhạc chờ cho điện thoại di động - Một trong bốn thành phần bảng xếp hạng của biểu đồ kỹ thuật số   |
| Bảng xếp hạng Noraebang | Tất cả thể loại nhạc  | Karaoke                                             | 200            | - Xếp hạng số lần hát trong noraebang (phòng karaoke)                                                                               |
| Bảng xếp hạng Noraebang | Trong nước            | Karaoke                                             | 200            | - Âm nhạc phát hành tại Hàn Quốc cho thị trường Hàn Quốc                                                                            |
| Bảng xếp hạng Noraebang | Quốc tế               | Karaoke                                             | 200            | - Âm nhạc phát hành tại Hàn Quốc cho thị trường quốc tế                                                                             |

## Chứng nhận
Tháng 4 năm 2018, Gaon ra mắt các chứng nhận trao ở các mục album, download và stream. Chứng nhận album được trao dựa vào doanh số album phát ra được cung cấp bởi các hãng thu âm và nhà phân phối. Chứng nhận download và stream trao cho các bài hát dựa theo dữ liệu trực tuyến cung cấp bởi các nhà phát triển các trang web âm nhạc trực tuyến. Các album và bài hát phải phát hành từ ngày 1 tháng 1 năm 2018 trở đi mới có thể được cấp chứng nhận.

### Album
| Chứng nhận | Chứng nhận  | Chứng nhận  | Chứng nhận | Chứng nhận |
| Bạch kim   | 2× Bạch kim | 3× Bạch kim | Triệu      | 2× Triệu   |
| ---------- | ----------- | ----------- | ---------- | ---------- |
| 250,000    | 500,000     | 750,000     | 1,000,000  | 2,000,000  |

### Lượt tải
| Chứng nhận | Chứng nhận  | Chứng nhận  | Chứng nhận |
| Bạch kim   | 2× Bạch kim | 3× Bạch kim | Kim cương  |
| ---------- | ----------- | ----------- | ---------- |
| 2,500,000  | 5,000,000   | 7,500,000   | 10,000,000 |

### Lượt phát trực tuyến
| Chứng nhận  | Chứng nhận  | Chứng nhận  | Chứng nhận    |
| Bạch kim    | 2× Bạch kim | 3× Bạch kim | Tỷ            |
| ----------- | ----------- | ----------- | ------------- |
| 100,000,000 | 200,000,000 | 300,000,000 | 1,000,000,000 |

## Lễ trao giải
- Circle Chart Music Awards